# Youri
Youri és un municipi (comuna) de Mali, al cercle de Nioro (dita Nioro du Sahel) a la regió de Kayes.

## Història
La nit abans de l'entrada francesa a Nioro, Ahmadu va fugir amb les seves dones; es va dirigir al nord per arribar a Macina a través del desert però arribar al estany de Gorogadio, fou advertit que s'acostava el tinent Marchand. Per por de ser capturat va donar la volta i va acampar a uns 30 km al sud de Nioro, prop de Kolominé (o Kolomina), on, reconfortat per Aly-Boury, que assegurava que els colonialistes estaven molt afeblits, va decidir perllongar la lluita per recuperar la seva capital i se'n va anar a Youri on va cridar als seus partidaris per reconstruir l'exèrcit.
Mentre Archinard va fortificar a correcuita Nioro, de la que va prendre possessió en nom de França i hi va deixar una guarnició; amb la resta de les tropes va organitzar una columna i el 3 de gener es va dirigir a Kolomina on tenia notícies que hi havia Ahmadou; ja de camí va saber que Ahmadu era a Youri, va girar a l'oest cap Amoudellai i a la nit estava a la vista de Youri. Ahmadu era a 6 km més a l'oest, a Leva; Aly-Boury, que havia rebut el comandament dels tuculors, es va establir a meitat de camí entre Leva i Youri en una plana esquitxada de matolls i es va fer fort al darrere d'un curs d'aigua sec. Archinard, tot i l'esgotament dels seus homes, el va voler desallotjar; després de dues hores de canonades sense èxit va desplegar tres companyies; els tuculors van combatre amb desesperació agrupats a l'entorn del estendard blanc brodat de seda verda del sultà Ahmadu i carregant impetuosament sobre els tiradors, sent rebutjats per foc de salva; tot i així es va produir un buit entre les dues companyies i els tuculors s'hi van precipitar; el tinent Tavernier, que va veure el perill, va acudir amb la infanteria de marina i va dispersar als tuculors que van morir combatent. La resta va acabar fugint perseguits pels spahis fins a 5 o 6 km més enllà de Leva que fou cremada. Els francesos van tenir 9 ferits entre els quals el tinent Valentin i el sotstinent Orsat. La columna va retornar llavors a Youri on va acampar a la nit; cap a les 11 una banda de 200 o 300 guerrers tuculors conduïts per Aly-Boury va atacar una posició defensada pel tinent Morin que fou ferit, però els reforços li van permetre rebutjar als atacants.
L'endemà els caps de diversos poblats es van sotmetre; el dia 5 la columna tornava a Nioro.